# سكسون ترانسيلفانيا
سكسون ترانسيلفانيا
ان سكسون ترانسيلفانيا(بالألمانية :Siebenbürger Sachsen ، بالرومانية Sași ،بالمجرية Szászok هم مجموعة سكانية من اصل ألماني أو جرماني سكنوا في فويفود ترانسيلفانيا ابتدا من القرن 12
ان الملك المجري غيزا الثاني (1141-1162) مالك الفويفودات الترانسيلفانية هو الذي قرر جلب الجرمان للسكن في هذه المنطقة
كان هدفه من وراء ذلك هو الدفاع عن الحدود الجنوبية الشرقية للمملكة المجرية من الهجومات التتارية ثم هجومات الاتراك العثمانيين بعد ذلك
وقد تواصلت هجرات المستوطنين من غرب الإمبراطورية الرومانية الجرمانية المقدسة
كانت كانوا يتكلمون اللهجات الفرنكيشية و هي لهجات متعددة العرق من المجموعة اللغوية الألمانية أي انها تشبه اللغة الألمانية ولو انها لاتنتمي إليها بالوراثة.
تمت تسميتهم بالسكسون بسبب الالمان السكسون الذين كانوا يعملون مستشارين للمملكة المجرية
لقد دخلوا منذ 1438 ضمن ما عرف باتحاد الامم الثلاث (النبلاء المجريين، السيكيل، السكسون) والتي كانت تتبع الكاثوليكية ثم تحولوا إلى اللوثرية.
دخلوا تحت الحكم النمساوي لآل هابسبورغ بعد التغلب على العثمانيين و امضائهم معاهدة كارلوفيتز أو معاهدة كارلوفجة في 1699 و انضم إليهم الشؤابيونالمهاجرون الجدد من ألمانيا

خريطة تبين مناطق انتشار السكسون في ترانسيلفانيا في القرن 17

قد ظلوا لفترة طويلة ذوي أهمية كبيرة لكنهم فقدوا هذه الأهمية في نهاية القرن 18 مع الإمبراطور النمساوي جوزيف الثاني
وقف السكسون مع الرومان لانشاء دولة مستقلة مع ثورات 1848 خوفا من القومية المجرية الراديكالية ولكنهم رغم ذلك ضموا إلى المجر بعد اتفاق النكسا مع المجريين للحكم المزدوج في 1867 و ظلوا كذلك إلى 1918
بذات المجر كل مجهوداتها لتمجير (فرض اللغة المجرية) السكسون وبقية الاقليات

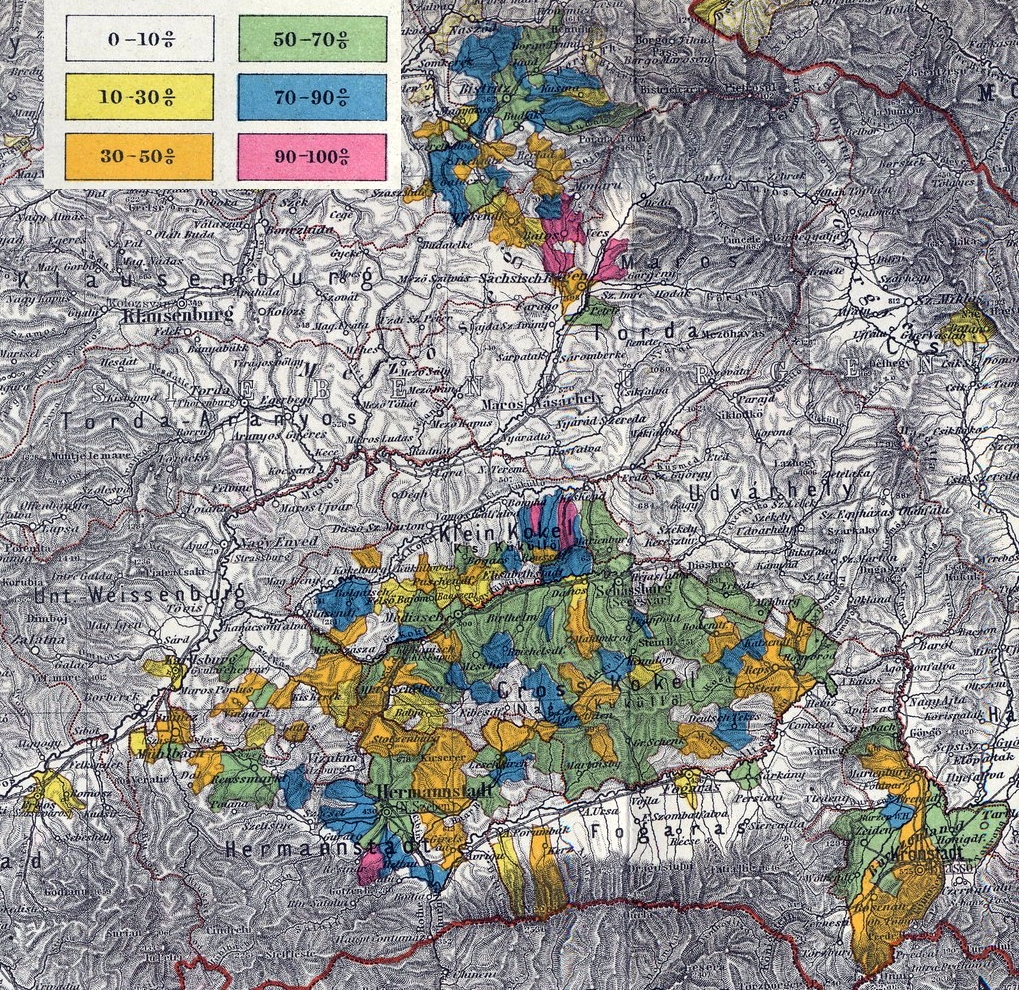
خريطة تبين مواقع انتشار سكسون ترانسيلفانيا في 1890

بعد الحرب العالمية الأولى ضموا إلى رومانيا كاقلية ولو انهم لم يستفيدوا كثيرا من ذلك
مع صعود النازية أسس السكسونس اندرياس شميت حزب نازي محلي وانضم السكسون إلى الجيش الألماني وحاربوا السوفيات
ولكن مع نهاية الحرب العالمية الثانية و رغم ان رومانيا لم تطرد السكان من اصل ألماني فان آلاف السكسون تنم اعتقالهم من طرف الجيش الأحمر وارسلوا إلى المعتقلات اما من بقي منهم فقد تمت مصادرة املاكه
حاول العديد من السكسون الهجرة إلى ألمانيا الغربية وقد استفادت رومانيا من ذلك حيث فرضت عليهم غرامات كبرى مقابل ذلك دفعتها ألمانيا الغربية
وكنتيجة لذلك تناقص عدد السكسون في ترانسيلفانيا و لم يبقَ فيها الا حوالي 80 الف سكسوني ولو ان سكسون ألمانيا يعودون إليها مع بلوغهم سن التقاعد.